# 旋志强
旋志强（1958年9月10日—），现任中共荔湾区委常委、广州市公安局荔湾区分局局长、三级警监警衔。

## 任职简历
- 1978年，入读广州市公安学校。
- 1980年，毕业后分配到广州市公安局海珠区分局担任刑警。
- 1989年，调任广州市公安局海珠区分局南华西街派出所副所长。
- 1991年，晋升为广州市公安局海珠区分局南华西街派出所所长。
- 2000年，晋升为广州市公安局海珠区分局副局长，分管户政、国保、出入境业务。
- 2004年，晋升为广州市公安局海珠区分局党委副书记、政委。
- 2007年，出任中共海珠区委常委、广州市公安局海珠区分局党委书记、局长。
- 2011年9月，调任中共荔湾区委常委、广州市公安局荔湾区分局党委书记、局长。

## 荣誉
- 曾先后立个人一等功1次、二等功2次、三等功7次。
- 曾先后被授予“全国先进工作者”、“全国优秀人民警察”、“广东省优秀党务工作者”、“任长霞式公安局长”等10多省部级以上荣誉称号。
- 曾先后两次在北京人民大会堂受到江泽民、胡锦涛、温家宝、羅幹、周永康等党和国家领导人接见。

## 家庭状况
已婚，有一子。